# Путник, когда ты придёшь в Спа...
Путник, придёшь когда в Спа… (нем. Wanderer, kommst du nach Spa..., англ. Stranger, Bear Word to the Spartans We...) — рассказ Генриха Теодора Бёлля. Сюжет представляет собой внутренний монолог солдата Второй мировой войны, которого, раненого, несут на носилках через коридоры его прежней школы, которую он покинул за три месяца до описываемых событий. В школе устроен временный военный госпиталь. Солдат подмечает знакомые детали, но не желает узнавать по ним коридоры и помещения собственной школы. Только когда его приносят в художественный класс, он наконец должен признать, что это действительно его школа, так как на доске класса было написано его же почерком: «Путник, когда ты придёшь в Спа…».
Рассказ был напечатан издателем Фридрихом Миддельхауве в 1950 году в одноимённом сборнике рассказов Бёлля. На сегодняшний день рассказ «Путник, когда ты придёшь в Спа…» считается одним из лучших рассказов Генриха Бёлля и одним из самых известных примеров так называемой Trümmerliteratur («литературы руин»).

## Сюжет
Безымянный рассказчик начинает свой рассказ, лёжа раненным в грузовике, который везёт его через город, который рассказчик не может назвать; рассказчик не в состоянии даже сказать, сколько времени было потрачено на дорогу. Грузовик останавливается перед временным военным госпиталем, организованным в школе, и солдат описывает, как его несут на носилках по коридорам и лестницам. Всё окружение кажется ему до боли знакомым, но он списывает это на лихорадку. Он утешает себя тем, что все школы используют подобное расположение комнат и коридоров и то же самое художественное оформление, что объяснило бы, почему он узнаёт каждую дверь и каждую картину на стене.
В художественном классе, где его оставили, рассказчик спрашивает у одного из своих соседей, где он находится, и узнаёт, что его привезли в Бендорф, его родной город, но всё ещё не может признать, что находится в своей прежней гимназии, гимназии имени Фридриха Великого, в которой проучился в течение восьми лет. Кроме вопроса о местонахождении, рассказчик задаётся вопросом о том, насколько серьёзно он ранен. Практически сразу он узнаёт ответы на оба вопроса. На доске он видит собственный почерк, которым выведена фраза «Путник, когда ты придешь в Спа…» — фразу он написал три месяца назад — неоконченная, потому что больше ничего не помещалось на доске. Сразу после этого он обнаруживает, что у него отсутствуют обе руки и одна нога. В пожарном, который заботился о нём в ожидании доктора, он узнаёт господина Биргелера, старого смотрителя школы, рядом с которым рассказчик на переменах пил молоко. История заканчивается прибытием доктора и шёпотом рассказчика на ухо господину Биргилеру: «Молока…».
Несмотря на то, что история рассказана от первого лица и в прошедшем времени, финал оставляет сомнения в том, что рассказчик пережил ранения.

## Заглавие
Названием рассказа послужила часть строчки из перевода Шиллера на немецкий язык знаменитой эпитафии Симонида, прославляющей Фермопильское сражение. Использовалось следующее двустишие на немецком языке:
Wanderer, kommst du nach Sparta, verkündige dorten, du habest
Uns hier liegen gesehn, wie das Gesetz es befahl.
Из чего следовало, что в историческом контексте отрадно и почетно умереть за отечество и строки были тщательно подобраны, чтобы подготовить молодых людей к войне. Бёлль использует часть именно из этих двух строк, чтобы показать, что в своё время даже немецкие гимназии были приспособлены к нацистской пропаганде.
Однако Бёлль сокращает слово «Спарта» до «Спа…», что является отсылкой к бельгийскому муниципалитету Спа, в котором располагался офис немецкого командования во время предыдущей, Первой мировой, войны. Из чего следует, что Бёлль стремится показать Вторую мировую войну как повторение истории.